# 1966-os cannes-i filmfesztivál
A 19. Cannes-i Nemzetközi Filmfesztivál 1966. május 5. és 20. között került megrendezésre, Sophia Loren olasz színésznő elnökletével. A versenyben 25 nagyjátékfilm és 15 rövidfilm vett részt. A Kritikusok Hete szekcióban 10 filmet mutattak be.
A 20. születésnapját ünneplő filmseregszemle számadatai nem éppen nagyszabású fesztiválra utalnak. Az utóbbi évek felfutása után meglepően kevés filmet indítottak a versenyben, melynek legnagyobb nyertese és főszereplője Orson Welles lett. Falstaff című, spanyol színekben indított filmje megkapta a külön ez alkalomból kreált 20. születésnap díját, valamint a Kép- és Hangtechnikai Főbizottság (CST) nagydíját. A film érdemei mellett a méltatók elsősorban Welles-nek a világ filmművészetében szerzett elévülhetetlen érdemeit és a fesztiválhoz való hűségét emelték ki. A születésnap alkalmából a nagydíj neve is megváltozott: a hangzatos Nemzetközi Filmfesztivál 20. születésnapjának nagydíja elnevezést kapta. Két film részesedett a fődíjban: Germi vígjátéka, a Hölgyek és urak, valamint Lelouch Egy férfi és egy nő című alkotása. A zsűri elismerése mellett mindkét film jelentős közönségsikert is aratott, sőt Lelouche később két Oscar-díjat besöprő filmjének zenéje, melyet Francis Lai szerzett, önmagában is világhírűvé vált.
Díjat ugyan nem kapott, de rendkívül nagy közönségsikert aratott és politikai felhanggal ugyan, de kellő publicitást kapott a Doktor Zsivágó. A film írója (az ekkor már elhallgattatott Boris Pasternak) és története (a szovjet forradalom nem éppen heroikus ábrázolása) miatt a Szovjetunióban és hazánkban is tiltott volt. Maurice Jarre azóta örökzölddé vált zenéjét azonban a Croisette-en sétálgatók közül sokan szívükbe zárták…
Francia vélekedés szerint, a fesztivál „nagy vesztese” a versenybe meg sem hívott – a cannes-i reklámkampányt azonban jól hasznosító – Egy kis kiruccanás című francia filmvígjáték, melyet a Bourvil-Funès-Oury szenzációs nevettető-trió jegyzett, és mely alkotás rövid időn belül a francia filmtörténet legsikeresebb művének bizonyult.
Emlékezetes alkotások közé tartozott Jacques Rivette botrányt kavaró filmje, Az apáca, Pier Paolo Pasolini szatírája, a Madarak és madárkák, valamint a lengyel Jerzy Kawalerowicz nagyszabású műve, A fáraó. Színészek közül kedvenc lett egy férfi (Jean-Louis Trintignant) és egy nő Anouk Aimée, és persze a Szívtelen szívtipró, Alfie szerepében Michael Caine. Látható volt még Fernando Rey, Orson Welles, John Gielgud és Marina Vlady (Falstaff), Omar Sharif, Julie Christie és Geraldine Chaplin (Doktor Zsivágó), Jeanne Moreau (Falstaff, Mademoiselle), Monica Vitti (Modesty Blaise), Vanessa Redgrave (Morgan), Bibi Andersson (Ön), valamint Daniel Olbrychski és Beata Tyszkiewicz (A légió).
Magyar részről alkalmat kapott a cannes-i bemutatkozásra Jancsó Miklós, Szegénylegények című művével, melyet a versenyfilmek között vetítettek. Első alkalommal hívtak meg magyar filmet a Kritikusok Hete szekcióba: Kardos Ferenc és Rózsa János Gyerekbetegségek című alkotását vetítették. A filmek segítségével egyre több magyar színész nevét tanulhatták meg az azúrparti városban: Görbe János, Latinovits Zoltán, Kozák András, Agárdy Gábor, Madaras József, továbbá Keres Emil és Halász Judit.

## Zsűri
Elnök: Sophia Loren, színésznő –  Olaszország

### Versenyprogram
- André Maurois, író –  Franciaország
- Armand Salacrou, író –  Franciaország
- Denis Marion, filmkritikus –  Belgium
- Furukaki Tecuró, író –  Japán
- Jean Giono, író –  Franciaország
- Marcel Achard, író –  Franciaország
- Marcel Pagnol, író –  Franciaország
- Maurice Genevoix, író –  Franciaország
- Maurice Lehmann, filmrendező –  Franciaország
- Peter Ustinov, színész –  Egyesült Királyság
- Richard Lester, filmrendező –  Egyesült Királyság
- Vinicius De Moraes, zeneszerző –  Brazília
- Julij Jakovlevics Rajzman, filmrendező –  Szovjetunió

### Rövidfilmek
- Bo Widerberg, filmrendező –  Svédország
- Charles-Georges Duvanel, filmproducer –  Svájc
- Charles Ford, író –  Franciaország
- Jean Vivie, a Kép- és Hangtechnikai Főbizottság, (CST) hivatalos képviselője –  Franciaország
- Marcel Ichac, filmrendező –  Franciaország

## Hivatalos válogatás

### Nagyjátékfilmek versenye
- A Hora e a Vez de Augusto Matraga – rendező: Roberto Santos
- Alfie (Alfie – Szívtelen szívtipró)[2] – rendező: Lewis Gilbert
- Zdrasztvuj, eto ja! (Jónapot, én vagyok!) – rendező: Frunze Dovlatjan
- Campanadas a medianoche (Falstaff) – rendező: Orson Welles
- Con el viento solano – rendező: Mario Camus
- Der Junge Törless (A fiatal Törless) – rendező: Volker Schlöndorff
- Doctor Zhivago (Doktor Zsivágó) – rendező: David Lean
- Dýmky – rendező: Vojtech Jasný
- Es – rendező: Ulrich Schamoni
- Faraon (A fáraó) – rendező: Jerzy Kawalerowicz
- L'Armata Brancaleone (Brancaleone ármádiája) – rendező: Mario Monicelli
- Lenin v Polse(Lenin Lengyelországban) – rendező: Szergej Jutkevics
- Mademoiselle (Mademoiselle) – rendező: Tony Richardson
- Modesty Blaise – rendező: Joseph Losey
- Morgan: A Suitable Case for Treatment (Morgan – orvosi eset)[3] – rendező: Karel Reisz
- Ön – rendező: Alf Sjöberg
- Popioly (A légió) – rendező: Andrzej Wajda
- Rascoala (Rascoala) – rendező: Mircea Mureşan
- Seconds (Második lehetőség) – rendező: John Frankenheimer
- Signore e signori (Hölgyek és urak) – rendező: Pietro Germi
- Sult (Éhség) – rendező: Henning Carlsen
- Susanne Simonin, la réligieuse de Denis Diderot (Az apáca) – rendező: Jacques Rivette
- Szegénylegények – rendező: Jancsó Miklós
- Uccellacci e uccellini (Madarak és madárkák) – rendező: Pier Paolo Pasolini
- Un homme et une femme (Egy férfi és egy nő) – rendező: Claude Lelouch

### Rövidfilmek versenye
- Alberto Giacometti – rendező: Peter Munger, Ernst Scheidegger
- Bruegel et la folie des hommes – dulle griet – rendező: Jean Cleinge
- Cislice – rendező: Pavel Prochazka
- De gewonde – rendező: Theo Van Haren Noman
- Équivoque 1900 – rendező: Monique Lepeuve
- Le chant du monde de Jean Lurcat – rendező: Pierre Biro, Victoria Mercanton
- Les rendez-vous de l’été – rendező: Jacques Ertaud, Raymond Zunstein
- L'Urlo – rendező: Camillo Bazzoni
- Miejsce – rendező: Edward Sturlis
- Muzikalno prase – rendező: Zlatko Grgic
- Nô – rendező: Murajama Eidzsi
- Reflections on Love – rendező: Joe Massot
- Skaterdater – rendező: Noel Black
- The Dot and the Line – rendező: Chuck Jones
- The Drag – rendező: Carlos Marchiori

## Párhuzamos rendezvény

### Kritikusok hete
- Covek nije tica (Az ember nem madár)[2] – rendező: Dusan Makavejev
- Fata Morgana (Fata Morgana) – rendező: Vicente Aranda
- Gyerekbetegségek – rendező: Kardos Ferenc és Rózsa János
- Každý den odvahu (Mindennapi bátorság) – rendező: Evald Schorm
- La noire de … (Afrikai lány) – rendező: Ousmane Sembene
- Le Père Noël a les yeux bleus (A Mikulásnak kék a szeme) – rendező: Jean Eustache
- Nicht Versöhnt (Biliárd fél tízkor) – rendező: Jean-Marie Straub
- O desafio – rendező: Paulo Cezar Saraceni
- To bloko – rendező: Ado Kyrou
- Winter Kept Us Warm – rendező: David Secter

## Díjak

### Nagyjátékfilmek
- A Nemzetközi Filmfesztivál 20. születésnapjának nagydíja:
  - Signore e signori (Hölgyek és urak)[2] – rendező: Pietro Germi
  - Un homme et une femme (Egy férfi és egy nő) – rendező: Claude Lelouch
- A zsűri különdíja: Alfie (Alfie – Szívtelen szívtipró) – rendező: Lewis Gilbert
- Legjobb rendezés díja: Lenin v Polse  – rendező: Szergej Jutkevics
- Legjobb női alakítás díja: Vanessa Redgrave – Morgan: A Suitable Case for Treatment (Morgan – orvosi eset)[3]
- Legjobb férfi alakítás díja: Per Oscarsson – Sult (Éhség)
- Legjobb első mű díja: Rascoala (Rascoala) – rendező: Mircea Mureşan
- FIPRESCI-díj: Der Junge Törless (A fiatal Törless) – rendező: Volker Schlöndorff
- A 20. születésnap díja: Campanadas a medianoche (Falstaff) – rendező: Orson Welles
- Technikai nagydíj:
  - Campanadas a medianoche (Falstaff) – rendező: Orson Welles
  - Un homme et une femme (Egy férfi és egy nő) – rendező: Claude Lelouch
- OCIC-díj: Un homme et une femme (Egy férfi és egy nő) – rendező: Claude Lelouch

### Rövidfilmek
- A Nemzetközi Filmfesztivál 20. születésnapjának nagydíja (rövidfilm): Skaterdater – rendező: Noel Black
- Technikai nagydíj: Skaterdater – rendező: Noel Black